# Бунвилл (Арканзас)
Бунвилл (англ. Booneville) — город, расположенный в округе Логан (штат Арканзас, США) с населением в 4117 человек по статистическим данным переписи 2000 года. Является административным центром округа.
Бунвилл находится в долине поймы реки Арканзас между горой Уошита и плато Озарк.
В черте городе пересекаются две автомагистрали: AR 10 и AR 23.

## География
По данным Бюро переписи населения США город Бунвилл имеет общую площадь в 10,62 квадратных километров, водных ресурсов в черте населённого пункта не имеется.
Бунвилл расположен на высоте 153 метров над уровнем моря.

## Демография

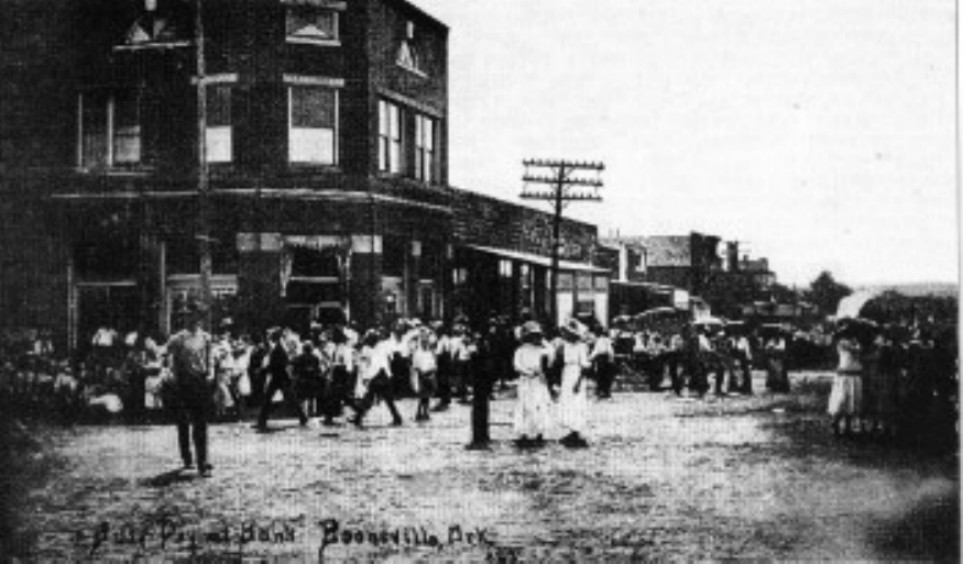
Часть главной улицы Бунвилла, снимок конца XIX века

По данным переписи населения 2000 года в Бунвилле проживало 4117 человек, 1109 семей, насчитывалось 1619 домашних хозяйств и 1863 жилых дома. Средняя плотность населения составляла около 388,4 человек на один квадратный километр. Расовый состав Бунвилла по данным переписи распределился следующим образом: 96,62 % белых, 0,05 % — чёрных или афроамериканцев, 1,12 % — коренных американцев, 0,27 % — азиатов, 0,05 % — выходцев с тихоокеанских островов, 1,72 % — представителей смешанных рас, 0,17 % — других народностей. Испаноговорящие составили 0,87 % от всех жителей города.
Из 1619 домашних хозяйств в 34,8 % — воспитывали детей в возрасте до 18 лет, 51,3 % представляли собой совместно проживающие супружеские пары, в 13,3 % семей женщины проживали без мужей, 31,5 % не имели семей. 28,5 % от общего числа семей на момент переписи жили самостоятельно, при этом 16,2 % составили одинокие пожилые люди в возрасте 65 лет и старше. Средний размер домашнего хозяйства составил 2,48 человек, а средний размер семьи — 3,01 человек.
Население города по возрастному диапазону по данным переписи 2000 года распределилось следующим образом: 28,0 % — жители младше 18 лет, 8,1 % — между 18 и 24 годами, 26,4 % — от 25 до 44 лет, 20,0 % — от 45 до 64 лет и 17,5 % — в возрасте 65 лет и старше. Средний возраст жителей составил 36 лет. На каждые 100 женщин в Бунвилле приходилось 88,9 мужчин, при этом на каждые сто женщин 18 лет и старше приходилось 82,1 мужчин также старше 18 лет.
Средний доход на одно домашнее хозяйство в городе составил 26 627 долларов США, а средний доход на одну семью — 31 012 долларов. При этом мужчины имели средний доход в 25 238 долларов США в год против 20 092 доллара среднегодового дохода у женщин. Доход на душу населения в городе составил 13 076 долларов в год. 13,1 % от всего числа семей в населённом пункте и 18,4 % от всей численности населения находилось на момент переписи населения за чертой бедности, при этом 22,0 % из них были моложе 18 лет и 23,9 % — в возрасте 65 лет и старше.

## Противотуберкулёзный санаторий штата

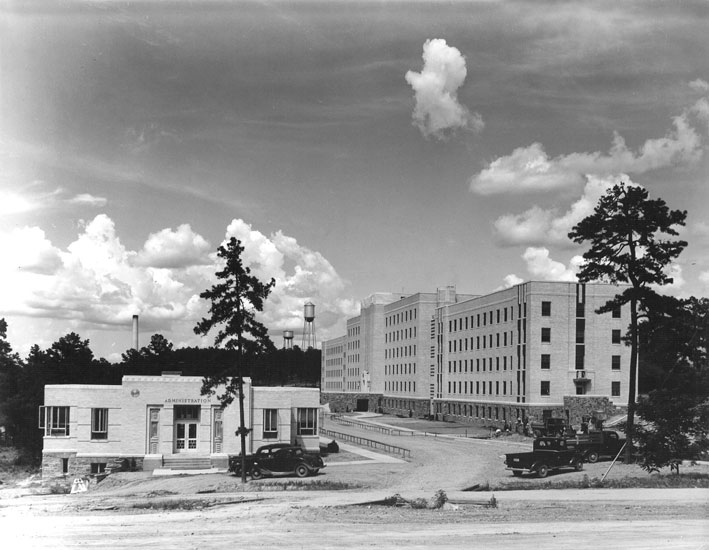
Административное здание слева и главное здание (имени Лео Найберга) санатория — справа

В 1909 году в пяти километрах к югу от Бунвилла был введён в действие комплекс противотуберкулёзного санатория штата, предназначенный для лечения белых жителей Арканзаса, больных туберкулёзом. К моменту своего закрытия в 1973 году через санаторный комплекс проходило свыше 70 тысяч пациентов в год. В 1941 году было сдано в эксплуатацию главное здание санатория, его строительство спонсировал бывший пациент лечебницы и бывший член законодательного собрания штата Лео Найберг, по имени которого и был назван новоиспечённый комплекс. Противотуберкулёзный санаторий в Бунвилле получил широкую мировую известность, как одна из наиболее успешных и оснащённых лечебниц туберкулёза для своего времени.
Санаторно-курортный комплекс имел, вообще говоря, независимую от города инфраструктуру, включавшую в себя несколько общежитий и зданий для культурно-массового досуга сотрудников лечебницы, часовню, прачечную, молочный комбинат, водоочистные сооружения, собственную телефонную станцию и даже собственную пожарную часть. Штат сотрудников лечебницы составлял около трёхсот человек, а общая численность пациентов и персонала санатория постоянно была в десятки раз выше, чем численность близлежащего города Бунвилл.
С принятием на вооружение медиков более эффективных средств борьбы с туберкулёзом, количество пациентов санатория стало неуклонно снижаться, и в конечном итоге лечебница была закрыта в 1973 году. В настоящее время в комплексе бывшего санатория размещается Бунвилльский коррекционный центр (англ. Booneville Human Development Center), который в рамках государственной программы работает с людьми с малым и средний уровнями умственной отсталости, а также с другими факторами отклонений в развитии.

## Инцидент на мясокомбинате города
На Пасху 23 марта 2008 года на принадлежавшем корпорации Cargill местном мясокомбинате произошла серия взрывов, почти полностью уничтоживших его инфраструктуру. На тот момент комбинат являлся крупнейшим работодателем города со штатной численностью более 800 сотрудников. 2 мая 2008 года официальные представители корпорации сообщили, что Cargill не планирует восстанавливать мясокомбинат.

## Известные уроженцы и жители
- Диззи Дин и Пол Дин — два брата, игроки в Главной лиге бейсбола
- Кимберли Фостер — актриса, известная главным образом по роли Мишель Стивенс в последних сериях прайм-тайм телевизионной мыльной оперы Даллас
- Элизабет Уорд Грэйсен — модель и актриса, широко известная по роли бессмертной Аманды в телесериале Горец
- Том Гринуэй — актёр, игравший характерные роли в вестернах
- Джон Пол Макконелл — Начальник штаба воздушных сил США с 1 февраля 1965 по 31 июля 1969 года